# Bullet Train Explosion
Bullet Train Explosion (giapponese: 新幹線大爆破, romanizzato: Shinkansen Daibakuha, letteralmente "La grande esplosione dello Shinkansen") è un thriller d'azione giapponese del 2025 diretto da Shinji Higuchi e interpretato da Tsuyoshi Kusanagi, Kanata Hosoda, Rena Nōnen, Takumi Saitoh, Machiko Ono, Jun Kaname e Hana Toyoshima.
Seguito del film del 1975 The Bullet Train, il film è stato presentato in anteprima su Netflix il 23 aprile 2025.

## Trama
L'Hayabusa 60 (5060B) è un treno Shinkansen Serie E5 in servizio da Shin-Aomori a Tokyo, sotto la supervisione del caposquadra Kazuya Takaichi. Poco dopo la partenza, una telefonata anonima raggiunge la sede centrale della JR East a Tokyo: un attentatore rivela di aver piazzato una bomba sul treno, che esploderà se la velocità scenderà sotto i 100 km/h. La minaccia si dimostra reale quando un altro treno merci viene fatto esplodere ad Aomori-Higashi. La JR East blocca tutti i convogli lungo la linea Tōhoku Shinkansen, liberando la via al Hayabusa 60, il cui macchinista, Chika Matsumoto, riceve l’ordine di non fermarsi mai e mantenere una velocità superiore ai 120 km/h, tenendo però i passeggeri all’oscuro del pericolo.
Nel frattempo, l’attentatore richiama da Tokyo e pretende un riscatto di 100 miliardi di yen dall’intera nazione in cambio della vita dei viaggiatori. Sotto la pressione del governo, Takaichi è costretto a rendere pubblica l’emergenza, suscitando panico tra i passeggeri. La politica Yuko Kagami cerca di sfruttare la crisi per riabilitare la sua immagine pubblica. Il capo di gabinetto Suwa dichiara ufficialmente che la sicurezza dei passeggeri è la priorità assoluta, ma l’attentatore hackera le reti di comunicazione e trasmette un video che mostra l'innesco della bomba, aumentando il caos a bordo.
Un ulteriore problema emerge quando un altro treno, diretto a sud, si blocca a Morioka a causa di un impatto con un uccello. I dirigenti JR East decidono di deviare il Hayabusa 60 sulla linea nord, evitando per un soffio una collisione frontale grazie ai calcoli del coordinatore Yuichi Kasagi. A bordo, l'influencer milionario Mitsuru Todoroki avvia una raccolta fondi online per raccogliere il riscatto, scatenando ulteriori tensioni tra i passeggeri.
L’ispettore Kawagoe della polizia di Tokyo identifica il caso come un’imitazione dell’attentato sul treno Hikari 109 del 1975. Intanto, un ex imprenditore, Masayoshi Goto, viene aggredito da due streamer, incolpandolo di un vecchio incidente aereo, ma la situazione degenera e Goto perde conoscenza. Kasagi comunica a Takaichi che è in corso un piano di salvataggio. I passeggeri vengono evacuati verso le prime carrozze, mentre la squadra del treno riceve attrezzature da un convoglio di supporto. Riuscendo a sganciare le ultime due carrozze, queste esplodono, ma si teme la presenza di altri ordigni a bordo. Un treno di soccorso arriva e salva la maggior parte dei passeggeri, ma nove persone restano a bordo: tra loro Takaichi, Fujii, Matsumoto, Kagami, Todoroki, Goto e una studentessa di nome Yuzuki Onodera.
È proprio Onodera a rivelare la verità: è lei la responsabile dell’attentato. Chiama il padre a Hadano, lo uccide con un’esplosione simile e comunica alla JR East che l’unico modo per disinnescare le bombe è ucciderla, dato che un monitor cardiaco collegato agli ordigni è impiantato nel suo corpo. La polizia scopre che il padre di Onodera era un ex poliziotto celebrato ingiustamente come eroe, responsabile di abusi e menzogne legate a un vecchio caso terroristico. La ragazza e il suo complice hanno pianificato l’attacco per smascherare il passato e distruggere l’immagine idealizzata del sistema Shinkansen.
Mentre le condizioni di Fujii peggiorano e il governo ordina di fermare l'estensione della linea, Takaichi lotta con l’istinto di vendicarsi su Onodera. La polizia scopre che restano 3 bombe attive nelle carrozze 1, 4 e 6. Kasagi elabora un piano disperato: deviare le prime sei carrozze su un binario secondario, permettendo così di sganciarle e farle esplodere lontano dagli ultimi vagoni. Matsumoto guida il treno fino al punto critico, mentre l’equipaggio e i passeggeri superstiti si preparano all’impatto, usando bagagli come protezione. L'operazione riesce: le prime sei carrozze esplodono, ma le ultime due, pur deragliando, si fermano contro una barriera d’acqua.
I soccorritori salvano i superstiti, mentre Kawagoe arresta Onodera. La raccolta fondi di Todoroki raggiunge il traguardo dei 100 miliardi di yen. I passeggeri rendono omaggio a Takaichi, mentre i lavoratori della JR East lo acclamano per il coraggio dimostrato.

## Interpreti

### Hayabusa 60
- Tsuyoshi Kusanagi è Kazuya Takaichi, il capo responsabile del treno Hayabusa 60
- Kanata Hosoda è Keiji Fujii, il giovane assistente alla gestione del convoglio
- Rena Nōnen interpreta Chika Matsumoto, la macchinista alla guida del treno Hayabusa 60
- Machiko Ono veste i panni di Yuko Kagami, politica a bordo del treno
- Jun Kaname è Mitsuru Todoroki, influencer e milionario, noto su YouTube, tra i passeggeri
- Hana Toyoshima interpreta Yuzuki Onodera, una studentessa liceale presente sul treno
- Daisuke Kuroda è Kodai Hayashi, il segretario personale di Kagami
- Satoru Matsuo interpreta Masayoshi Goto, ex presidente di un’agenzia di viaggi
- Suzuka Ohgo veste i panni di Sakura Ichikawa, insegnante della classe di Onodera
- Naomasa Musaka è Keizo Shinohara, elettricista a bordo del treno

### Personaggi secondari
- Matsuya Onoe II è Yuki Fukuoka, autista dei mezzi di soccorso
- Kenji Iwaya interpreta Yoshiharu Kawagoe, ispettore di polizia
- Kentaro Tamura è Kentaro Sasaki, consigliere senior del Primo Ministro
- Pierre Taki (ruolo non specificato)
- Bandō Yajūrō veste i panni di Shigeru Suwa, segretario capo di gabinetto
- Takumi Saitoh interpreta Yuichi Kasagi, direttore generale della gestione treni per JR East

## Produzione
A differenza del film originale, la produzione di Bullet Train Explosion ha ricevuto il supporto ufficiale della East Japan Railway Company, che ha messo a disposizione veri convogli Shinkansen e strutture ferroviarie per le riprese.

## Accoglienza
Sul sito aggregatore di recensioni Rotten Tomatoes, il 69% delle 29 recensioni raccolte risulta positivo. Su Metacritic, il film ha ottenuto un punteggio di 62 su 100, basato su quattro recensioni, indicando giudizi "generalmente favorevoli".
Todd Gilchrist di Variety ha scritto:
Per le generazioni di spettatori cresciuti con i successori del primo film, il sequel di Higuchi potrebbe risultare troppo lineare o raffinato per suscitare lo stesso entusiasmo. Ma Bullet Train Explosion si presenta come un blockbuster pensato per un pubblico adulto - o meglio, non rivolto al minimo comune denominatore - dove la priorità è lanciare sfide e complicazioni a personaggi intelligenti, invece di creare conflitti con scorciatoie narrative banali o scelte forzate e poco credibili.
Simon Abrams di RogerEbert.com ha assegnato al film tre stelle su quattro, commentando:
Con Bullet Train Explosion, si ha tra le mani un intrattenimento che punta dritto al cuore del pubblico: figure autoritarie ligie al dovere e impeccabili nelle loro divise, passeggeri ansiosi e spesso egoisti, soluzioni ingegnose alla MacGyver, situazioni al limite del disastro… insomma, quel genere di spettacolo che ci si aspetta. Nessuna vera sorpresa, solo tutto ciò che si desidera da questo tipo di divertimento spensierato.

## Distribuzione
Il film è stato distribuito in streaming sulla piattaforma Netflix il 23 aprile 2025.